# Roque Dalton
(R.D.Garcia, da Como tú)
Roque Dalton García (San Salvador, 14 maggio 1935 – Quezaltepeque, 10 maggio 1975) è stato un poeta, giornalista e rivoluzionario salvadoregno.

## Biografia
Figlio illegittimo di un immigrato statunitense, Winnall Dalton, e di una infermiera salvadoregna, María Josefa García, crebbe con quest'ultima e studiò in un collegio gesuita. Successivamente si recò in Cile per studiare Diritto, ma completò gli studi in patria. Nel 1956 prese parte al Círculo Literario Universitario, un centro di cultura dove trovarono voce esponenti della cultura di sinistra di quegli anni.
Nel 1960 fu incarcerato per attività rivoluzionarie: il capo d'accusa era tale da prevedere la condanna a morte, ma grazie alla caduta dell'allora dittatore colonnello José María Lemus fu scarcerato e costretto a lasciare il Paese. Cominciò così a viaggiare in paesi come Cuba, Unione Sovietica, Messico, Cecoslovacchia e altri. Tornato clandestinamente in patria nel 1964, fu nuovamente tratto in arresto e ricevette un'altra condanna a morte. Questa volta Dalton si salvò grazie a un terremoto: il carcere ove era detenuto fu semidistrutto e egli riuscì a evadere e lasciare ancora una volta San Salvador. Si stabilì quindi a Cuba, luogo dove mise su famiglia ed ebbe altri tre figli.
A Cuba, oltre che distinguersi in attività culturali, Dalton prese ad addestrarsi in campi militari. Amico personale di Fidel Castro, viaggiò spesso a Praga come redattore della Revista Internacional. Nel 1973 decide di tornare a San Salvador (e qui la leggenda vuole che per non essere riconosciuto si era fatto sottoporre a interventi di plastica facciale). Il suo impegno nella rivoluzione diviene ora più attivo: entra a far parte dell'ERP (Ejército Revolucionario del Pueblo).
Fra i suoi impegni come rivoluzionario, ricordiamo la partecipazione attiva alla creazione dell'EGP, l'Ejército Guerrilero de los Pobres, l'esercito rivoluzionario guatemalteco.
La fine di Dalton è tragica. Il 13 aprile del 1975, insieme a un altro membro dell'ERP, l'operaio Armando Arteaga, fu arrestato dai membri della stessa ERP per insubordinazione. Dalton e Arteaga furono ripetutamente interrogati, e probabilmente percossi, con l'accusa di essere spie, di collaborare coi servizi segreti cubani e con la CIA. Il 10 maggio, quattro giorni prima del suo quarantesimo compleanno, era insieme a tre compagni di lotta in una casa del quartiere di Santa Anita in San Salvador (ma alcuni smentiscono tale circostanza): Jorge Meléndez, Vladimir Rogel, Joaquin Villalobos. Non si è mai saputo chi dei tre giustiziò i due, e così, Roque Dalton, che era più volte sfuggito alla morte, finì colpito da mano amica.
Villalobos fu in seguito eletto comandante dell'ERP e la cosa fu messa a tacere, ma l'omicidio destò molto scalpore in America Latina, e l'organizzazione stessa fu costretta a rinnovarsi. Successive indagini smentirono tutte le accuse di collaborazionismo che erano state mosse al poeta: si trattò molto probabilmente di un abile lavoro della CIA volto a seminare sospetti fra i guerriglieri stessi. Un'altra versione sostiene invece la tesi che Dalton, a causa di alcune sue idee, aveva cominciato a seminare scompiglio nell'organizzazione (Dalton propugnava l'annessione alla lotta armata anche delle fasce più povere della popolazione, cosa che effettivamente sarebbe avvenuta negli anni successivi).
Destino tragico ebbero anche le sue spoglie: la sua tomba non è stata mai più ritrovata.

## Poetica
Roque Dalton è considerato figura di primo piano nell'ambito della letteratura latinoamericana. Oltre alla vasta produzione di articoli e saggi, la sua opera è composta soprattutto di poesie e racconti. Vinse in tre occasioni il Premio Centroamericano de Poesía, e nel 1969 con Taberna y outros Lugares il Premio Casas de las Americas a Cuba.
Si può inquadrare la poesia di Dalton nel filone nazional-popolare: ricorrenti sono i temi del suo Paese, della giustizia e della libertà, dell'amore e della passione; ma spesso l'autore si fa intimo e biografico. Lo stile oscilla fra delicatezza e rudezza; è spesso ironico e autoironico.
Dalton è un poeta militante, lontano sia dall'umanismo di Pablo Neruda sia dall'esaltazione eroica o formale della lotta e del socialismo.

## Curiosità
- A suo nome è stato intitolato il Teatro Municipale a San Salvador: il Teatro Municipal Roque Dalton.
- Il gruppo musicale Yolocamba ha posto in musica il suo Poema de Amor. Una versione è presente su YouTube.
- Lo scrittore Paco Ignacio Taibo II ha dedicato un capitolo del suo A quattro mani alla trama dell'assassinio di Roque Dalton.

## Opere
- Mía junto a los pájaros, 1957
- La ventana en el rostro, 1961
- El mar, 1962
- El turno del ofendido, 1962
- Los testimonios, 1964
- Poemas, 1968
- Taberna y otros lugares, 1969
- Los pequenos infiernos, 1970
- Miguel Marmol, 1972
- Las Historias prohibidas del pulgarcito, 1975.
- Pobrecito Poeta que era yo, 1976

```
+un libro para lenin
```

## Opere tradotte
- Roque Dalton [e a.], Gli intellettuali e la società, Milano, Libreria Feltrinelli, 1969.
- Roque Dalton, Régis Debray. Difesa e bilancio di una nuova teoria della rivoluzione, Milano, Feltrinelli, 1970.
- Tre poeti assassinati: Roque Dalton, Javier Heraud, Francisco Urondo, a cura di Julia Macel, Firenze, Vallecchi, 1978.
- Roque Dalton, La parola ferita. Poesie 1961-1975, a cura del Laboratorio Babele; introduzione di Antonio Melis, Roma, Datanews, 1991.
- Roque Dalton, La finestra sul volto, Roma, Fahrenheit 451, 1997, ISBN 88-86095-12-0
- Roque Dalton, Il cielo per cappello. Antologia poetica, a cura e traduzione di Emanuela Jossa e Irene Campagna, Baronissi, Multimedia edizioni, 2011, ISBN 88-86203-56-X